# Dekanija Gornji Grad - Šaleška dolina
Dekanija Gornji Grad - Šaleška dolina je dekanija Škofije Celje, ki je nastala 1. septembra 2021 z združitvijo dotedanje Dekanije Gornji Grad in Dekanije Šaleška dolina.

## Župnije
1. Bele Vode
2. Bočna
3. Gornja Ponikva
4. Gornji Grad
5. Ljubno ob Savinji
6. Luče ob Savinji
7. Mozirje
8. Nazarje
9. Nova Štifta
10. Radmirje
11. Rečica ob Savinji
12. Solčava
13. Šentjanž na Vinski Gori
14. Šmartno ob Dreti
15. Šmihel nad Mozirjem
16. Šoštanj
17. Št. Ilj pri Velenju
18. Velenje - Bl. Anton Martin Slomšek
19. Velenje - Sv. Marija
20. Velenje - Sv. Martin
21. Zavodnje

## Dekani
- Aleksander Koren (1. september 2021 –)